# Síndrome compartimental
La síndrome compartimental és una malaltia en què la pressió augmentada dins d'un dels compartiments anatòmics del cos produeix un subministrament de sang insuficient al teixit dins d'aquest espai. Hi ha dos tipus principals: l'aguda i la crònica. Els compartiments de la cama o del braç són els més implicats.
Els símptomes de la síndrome compartimental aguda poden incloure dolor intens, polsos pobres, disminució de la capacitat de moviment, entumiment o un color pàl·lid de l'extremitat afectada. És més freqüent a causa d'un trauma físic com una fractura òssia (fins a un 75% dels casos) o una lesió d'aixafament. També pot produir-se després que el flux sanguini torni després d'un període de fluix de sang deficient. El diagnòstic es basa generalment en els símptomes i pot ser recolzat per la mesura de la pressió intracomparmental. El tractament es realitza mitjançant cirurgia per obrir el compartiment, realitzat ben aviat. Si no es tracta en sis hores, es poden produir danys permanents en els músculs o els nervis.
En la síndrome compartimental crònica, generalment hi ha dolor amb l'exercici. Altres símptomes poden incloure adormiment. Els símptomes es resolen generalment amb repòs. Les activitats habituals que desencadenen la síndrome compartimental crònica inclouen córrer, i anar en bicicleta. Generalment, aquest trastorn no produeix danys permanents. Altres malalties que poden presentar-se de manera similar inclouen fractures d'estrès i tendinitis. El tractament pot incloure fisioteràpia o, si no és efectiu, cirurgia.
La síndrome compartimental aguda es produeix al voltant d'un 3% dels que presenten una fractura diafisària de l'avantbraç. Es desconeixen les taxes en altres zones del cos i per als casos crònics. La malaltia es presenta més sovint en homes i menors de 35 anys, en línia amb la presència del traumatisme. La síndrome compartimental va ser descrita per primera vegada el 1881 pel cirurgià alemany Richard von Volkmann. La síndrome compartimental aguda no tractada pot causar la contractura de Volkmann.